# Ral·li Botafumeiro
El Ral·li Botafumeiro és una prova de ral·li gallec que es disputa anualment, des de 1985, entorn de la localitat de Santiago de Compostel·la. Està organitzat per l'Escudería Compostela i és puntuable pel Campionat de Galícia de Ral·lis. La prova deu el seu nom a l'enorme encenser de la Catedral de Santiago, el Botafumeiro.
L'any 2021 havia de ser puntuable pel Campionat d'Espanya de Ral·lis d'Asfalt, però va ser suspès davant la previsió d'una escasa participació.
El pilot amb més victòries és Víctor Senra amb set, seguit del seu pare, Manuel Senra, amb cinc victòries.

## Palmarès
| Any  | Pilot                   | Copilot             | Vehicle                     | Ref.  |
| ---- | ----------------------- | ------------------- | --------------------------- | ----- |
| 1985 | José Mora               | Pachi Regueiro      | Renault 5 Turbo             |       |
| 1986 | José Mora               | Luís Moya           | Renault Supercinco GT turbo |       |
| 1987 | Marc Etchebers          | Pablo Iglesias      | Porsche 911 SC RS           |       |
| 1988 | Marc Etchebers          | Humberto Iglesias   | Porsche 911 SC RS           |       |
| 1989 | No disputat             | No disputat         | No disputat                 |       |
| 1990 | Marc Etchebers          | Humberto Iglesias   | Ford Sierra RS Cosworth     |       |
| 1991 | Arturo Rial             | Mario Pazos         | Citroën AX Sport            |       |
| 1992 | No disputat             | No disputat         | No disputat                 |       |
| 1993 | Arturo Rial             | Juan Carlos Arias   | Citroën AX Sport            |       |
| 1994 | Arturo Rial             | Juan Carlos Arias   | Citroën ZX 16v              |       |
| 1995 | Germán Castrillón       | Estrella Castrillón | Ford Escort RS Cosworth     |       |
| 1996 | Miguel Dopico           | Fraguela            | Ford Escort RS Cosworth     |       |
| 1997 | Javier Piñeiro          | Manuel Ferreiro     | Renault Clio Maxi           |       |
| 1998 | Germán Castrillón       | Estrella Castrillón | Mitsubishi Lancer Evo V     |       |
| 1999 | Manuel Senra            | Faustino Suárez     | Peugeot 306 Kit Car         |       |
| 2000 | Manuel Senra            | Faustino Suárez     | Peugeot 306 Kit Car         |       |
| 2001 | Manuel Senra            | Faustino Suárez     | Peugeot 306 Kit Car         |       |
| 2002 | No disputat             | No disputat         | No disputat                 |       |
| 2003 | J. M. Martínez Barreiro | Manuel Campos       | Mitsubishi Lancer Evo VI    |       |
| 2004 | Manuel Senra            | Faustino Suárez     | Peugeot 306 Kit Car         |       |
| 2005 | Manuel Senra            | Faustino Suárez     | Peugeot 306 Kit Car         |       |
| 2006 | Pedro Burgo             | Marcos Burgo        | Mitsubishi Lancer Evo VIII  |       |
| 2007 | Víctor Senra            | David Vázquez       | Mitsubishi Lancer Evo VIII  |       |
| 2008 | No disputat             | No disputat         | No disputat                 |       |
| 2009 | Pedro Burgo             | Marcos Burgo        | Mitsubishi Lancer Evo IX    |       |
| 2010 | Víctor Senra            | David Vázquez       | Peugeot 306 Kit Car         |       |
| 2011 | Víctor Senra            | David Vázquez       | Peugeot 306 Kit Car         | [ 2 ] |
| 2012 | Víctor Senra            | David Vázquez       | Peugeot 306 Kit Car         | [ 3 ] |
| 2013 | No disputat             | No disputat         | No disputat                 |       |
| 2014 | Víctor Senra            | Moncho López        | Mitsubishi Lancer Evo X     | [ 4 ] |
| 2015 | No disputat             | No disputat         | No disputat                 |       |
| 2016 | No disputat             | No disputat         | No disputat                 |       |
| 2017 | No disputat             | No disputat         | No disputat                 |       |
| 2018 | Víctor Senra            | David Vázquez       | Ford Fiesta R5              | [ 5 ] |
| 2019 | Víctor Senra            | David Vázquez       | Citroën C3 R5               | [ 6 ] |
| 2020 | No disputat             | No disputat         | No disputat                 | [ 7 ] |
| 2021 | No disputat             | No disputat         | No disputat                 | [ 8 ] |